# Lepidagathis cataractae
Lepidagathis cataractae là một loài thực vật có hoa trong họ Ô rô. Loài này được (Nees) Lindau ex Pulle mô tả khoa học đầu tiên năm 1906.